# Gschwandtner Albert
Gschwandtner Albert (Bad Ischl, 1837. december 18. – Budapest, 1903. november 1.) az aknaszlatinai sóbányák főtanácsosa, a pénzügyminisztérium bányászati ügyosztályának miniszteri titkára.

## Életútja
Gschwandtner Albert 1859-ben végzett a Selmeci Akadémián. 1872-ben a rónaszéki sóbányahivatalhoz ellenőrnek nevezték ki, majd innen került Aknaszlatinára. 1876-ban előléptették a selmeci bányaigazgatóság számvevő osztályához számtisztnek, majd később újra Aknaszlatinára helyezték át, onnan került 1881-ben Budapestre a pénzügyminisztérium bányászati ügyosztályába mint miniszteri titkár. Tíz évet töltött el a fővárosban. Az aknaszlatinai főbányahivatali főnöki állás időközben megüresedett, és 1891-ben Gschwandtner Albertet nevezték ki mint új sóbányaigazgató. Vezetésével 1898-ban megalapult Az Országos Magyar Bányászati és Kohászati Egyesület máramarosi osztálya. Az egyesület célja a bányászat érdekeinek felkarolása és a bányászati tisztviselők, valamint a bányászat iránt érdeklődők közötti szoros viszony létesítése. 1899 június 27-én királyi rendelettel főbányatanácsossá léptették elő.
1902-ben királyi engedély és elismerés mellett állandó nyugdíjba vonult. 1903. november 1-jén halt meg Budapesten. A Farkasréti temetőben temették el 1903. november 3-án.
1903. december 28-án I. Ferenc József Gschwandtner Albertnek és "György" vezetéknevű fiainak az "aknaszlatinai" előnévvel nemességet és címert adományozott.

## Családja
Gschwandtner Albert ausztriai régi bányász családban született 7. gyermekként. Édesapja, Anton Gschwandtner a Bad Ischl-i sóbányák pénztárnoka volt. Nagyapja Mathias Gschwandtner sóbányahivatali főnök és földbirtokos volt Bad Ischl-ben. Bátyja Georg Gschwandtner Bad Ischl főpolgármestere volt 1894 és 1897 között.
1861-ben feleségül vette dr. Munkácsy András máramarosszigeti sebészorvos lányát Munkácsy Bertát. 6 fiuk és 1 lányuk született. Mind a hat fia "György"-re magyarosította a családnevét.
1. György Albert (Aknaszlatina, 1862. december 22. – Budapest, 1941. október 13.) az Osztrák–Magyar Államvasút-Társaság magyarországi bányáinak bányaigazgatója.[3]
2. György Gusztáv (Aknaszlatina, 1864. május 23. – Budapest, 1919. január 15.) vegyelemző, a pénzügyminisztérium bányászati főosztályán főbányatanácsos.[5]
3. György Lajos (Aknaszlatina, 1866. június 4. – Budapest, 1942. április 7.) miniszteri osztálytanácsos, az újvidéki folyammérnöki hivatal főnöke.[6]
4. György József (Aknaszlatina, 1868. március 2. – Budapest, 1933. augusztus 8.) miniszteri tanácsos, a Budapesti Államépitészeti Hivatal vezetője.[7]
5. György Ede (Aknaszlatina, 1874. június 15. – Balatonfüred, 1955. február 2.) gépészmérnök, Győrben a Magyar Királyi Állami Fa- és Fémipari Szakiskolának igazgatója 1927–1937 között.[8]
6. Gschwandtner Mária (Selmecbánya, 1877. szeptember 11. – Budapest, 1947. december 4.)
7. György Jenő (Selmecbánya, 1878. október 30. – Győr, 1946. május 22.) pénzügyi tanácsos